# Convento de San José (Malagón)
El convento de Carmelitas Descalzas de san José de Malagón, municipio español de la provincia de Ciudad Real, Castilla-La Mancha, es un convento fundado por Santa Teresa de Jesús el 11 de abril de 1568 de forma provisional en las «Casas de la Quintería», propiedad de Luisa de la Cerda, I Señora de Malagón, construyéndose el edificio del convento entre 1576 y 1579.
Se trata de la III Fundación de la Santa y el único convento concebido desde su construcción por Santa Teresa. A instancias de Luisa de la Cerda, I Señora de Malagón, Santa Teresa inició las obras en 1576, dirigidas por el arquitecto Nicolás de Vergara el Mozo. El monasterio fue bendecido en su inauguración el día de Ramos (11 de abril) de 1568.
Hasta finales de los años veinte se conservó en su interior el cuadro de San Juan Bautista de El Greco. La Priora de la Comunidad de Madres Carmelitas inicia en 1927 los trámites administrativos solicitando autorización a la Real Academia de Bellas Artes de San Fernando para la venta del «Greco del Convento». El arqueólogo, historiador del arte, crítico literario, jurista, político, historiador, catedrático y Ministro de Instrucción Pública y Bellas Artes, D. Elías Tormo se trasladó a Malagón en 1927 para examinar el cuadro. En su informe insta al gobierno a que se haga con él pues «es obra de excelente calidad artística».

## Descripción artística

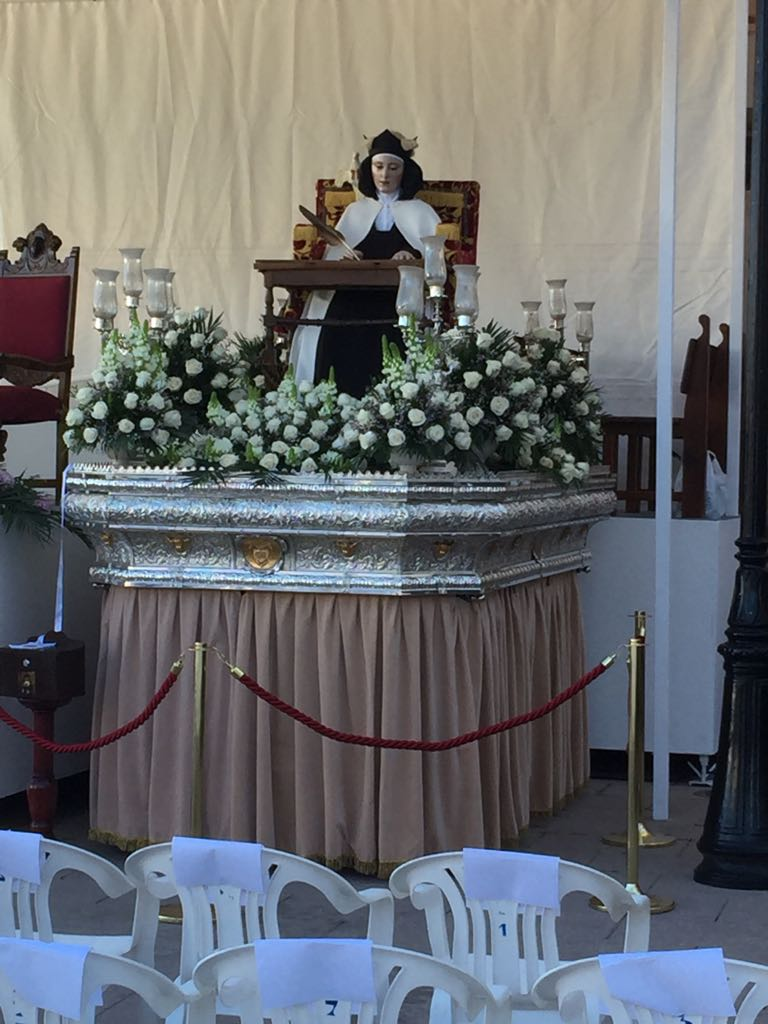
Escultura de Santa Teresa de Jesús sentada, de 1732

El edificio consta de dos plantas, con un claustro central. El cuerpo inferior de este claustro está compuesto por un pórtico de columnas de piedra y el superior presenta balaustrada, con pies derechos, vigas y zapatas de madera, que forma una galería abierta al patio. La planta baja está construida con muros de mampostería y la alta con tapial. La viguería de los forjados y las cubiertas son de madera y los suelos de baldosa de barro cocido.
En la parte oeste del convento se encuentra la iglesia, de una sola nave con una capilla lateral. Su aspecto actual se debe a una reforma llevada a cabo en época barroca. La nave está cubierta por bóveda de cañón rebajada, con lunetos y arcos fajones sobre columnas toscanas. Sobre el presbiterio se abre una pequeña cúpula que no es visible en el exteri. La pieza más importante de la iglesia es su magnífico Retablo Mayor, de estilo barroco toledano, construido en 1732. Está dedicado a la Santísima Trinidad, destacando el grupo escultórico que representa a la Sagrada Familia. Está considerado uno de los retablos más bellos del siglo XVIII. Es obra de Germán López Mejías, de Toledo. 

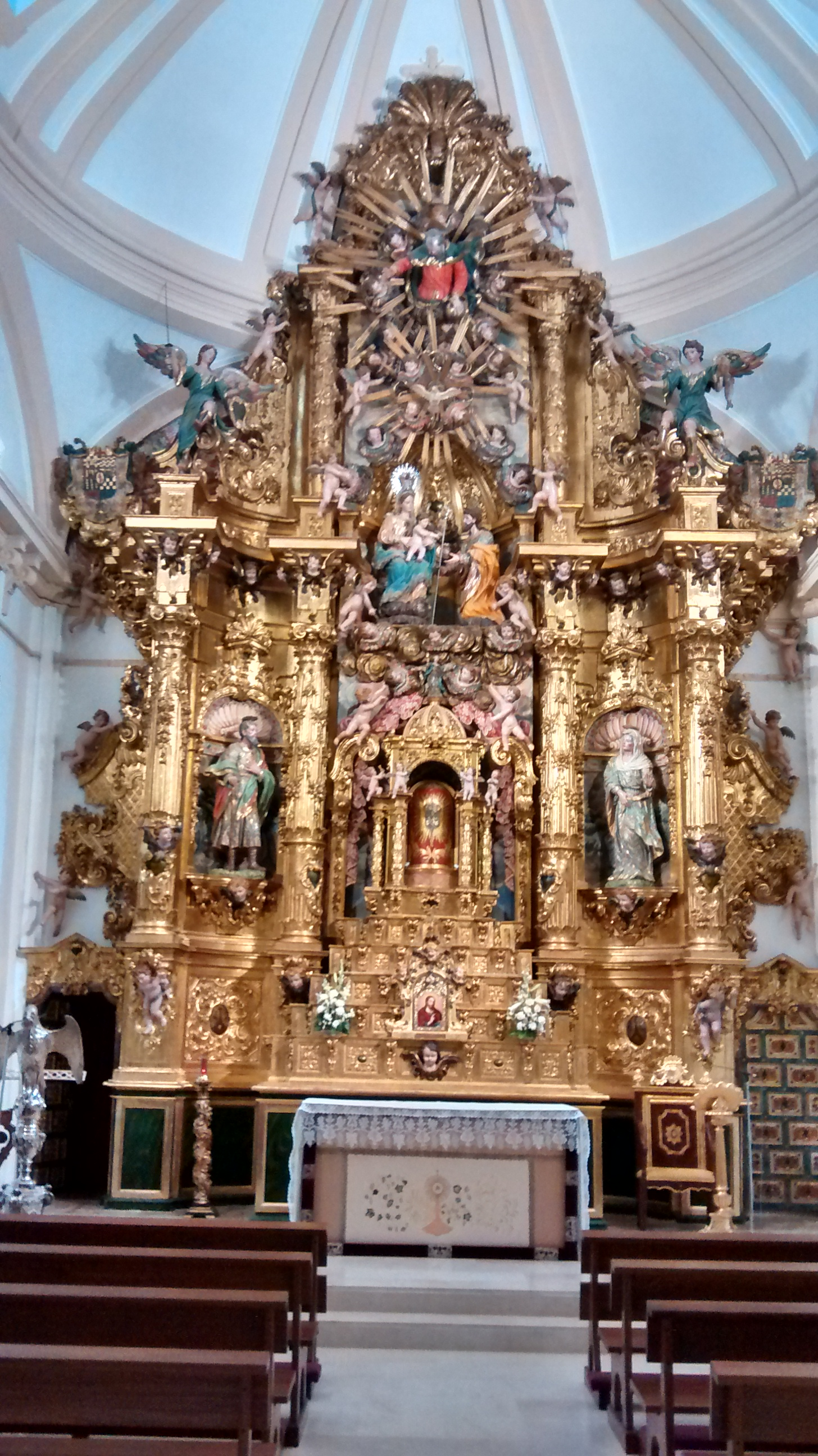
Retablo de la Trinidad

Hay, además, cuatro retablos de menor temaño. El que está ubicado en la capilla lateral también es obra de Germán López, así como las imágenes de San Juan de la Cruz, Santa Teresa de Jesús y la Virgen del Carmen. En él se encuentra un crucificado, del siglo XVI, conocido como «Cristo verde», por la oxidación de los pigmentos de su pintura. También se custodia el en convento la escultura de Santa Teresa de Jesús sentada, de 1732.